# Parti adéquat
Le Parti adéquat (arménien : Ադեկվադ , romanisé:  Adekvad) est un parti politique arménien nationaliste et d'extrême droite.

## Histoire
Le parti a été créé le 7 septembre 2019. Bien que le parti n'ait participé directement à aucune élection, le parti s'est opposé à la victoire du Premier ministre Nikol Pashinyan après les élections parlementaires arméniennes de 2018. L'un des principaux membres du groupe, Artur Danielyan, était un ancien allié de Pashinyan et un stratège du parti du Contrat civil du premier ministre. Danielyan a déclaré qu'il avait quitté le parti en raison de divergences philosophiques avec Pashinyan. Le parti agit actuellement comme une force extraparlementaire.

## Idéologie
Le parti a présenté le gouvernement de Nikol Pashinyan comme une menace pour l'identité et les valeurs arméniennes. Le parti est anti-mondialiste, anti-occidental et anti-libéral, s'oppose au mariage homosexuel, aux droits LGBT et à l'immigration incontrôlée, et s'oppose à toute activité de l'Open Society Foundation dans le pays.
Malgré les positions sociales conservatrices du parti, le parti est connu pour favoriser certaines politiques Attrape-tout, syncrétiques et de gauche, principalement en ce qui concerne l'économie, les soins de santé et l'éducation. Le parti soutient une économie planifiée et un protectionnisme économique, tout en s'opposant au capitalisme extrême. Le parti estime que des soins de santé et une éducation de qualité devraient être universellement accessibles à tous les citoyens arméniens.
En matière de politique étrangère, Danielyan a appelé à des relations plus étroites avec la Russie, l’Iran et les États-nations européens (en dehors de la structure de l’UE). Le parti est résolument eurosceptique et a déclaré qu'Adequate serait ouvert à rejoindre une alliance paneuropéenne de droite. Danielyan a déclaré : «Nous veillerons à ce que les nations européennes puissent couper la laisse que les États-Unis leur ont imposée juste après la Seconde Guerre mondiale. Les nations européennes doivent construire une alliance durable avec la Russie.»
En outre, le parti plaide pour l'augmentation du taux de natalité, soutient les activités de l'Église apostolique arménienne et estime que le gouvernement devrait être financièrement responsable en contrôlant les bénéfices sur les marchés de l'alcool, du tabac et de l'industrie des jeux,.

## Activités
En juin 2019, la police d'Erevan a arrêté Artur Danielyan pour avoir menacé de violences physiques contre le Premier ministre Nikol Pashinyan.
Le 1er mai 2020, Danielyan a eu une altercation physique avec le vice-président de l'Assemblée nationale, Alen Simonyan, après que Danielyan a insulté verbalement Simonyan avec des insultes sexuelles et homophobes.
En juin 2020, le parti a organisé un rassemblement devant l'ambassade américaine à Erevan, pour protester contre l'ingérence américaine dans les affaires intérieures de l'Arménie. 20 membres ont été arrêtés pour désobéissance civile.